# TV Educativa de Mato Grosso do Sul
TV Educativa de Mato Grosso do Sul é uma emissora de televisão brasileira sediada em Campo Grande, capital do estado de Mato Grosso do Sul. Opera no canal 4 (42 UHF digital) e é afiliada à TV Cultura e a TV Brasil. É mantida pela Fundação Estadual Jornalista Luiz Chagas de Rádio e TV Educativa de Mato Grosso do Sul, órgão de radiodifusão educativa vinculada ao Governo de Mato Grosso do Sul, que também controla a rádio Educativa FM.

## História
Em setembro de 1981, o governo do Mato Grosso do Sul criou a Fundação Instituto de Desenvolvimento de Mato Grosso do Sul (IDESUL), que tinha uma coordenadoria responsável pela implantação e pela manutenção de retransmissoras de televisão no estado. A partir desta, foi fundada em 11 de outubro de 1984 a TV Educativa de Mato Grosso do Sul, vinculada à Fundação de Cultura de Mato Grosso do Sul. No início, a emissora tinha concessão de retransmissora e sua grade era composta por programas retransmitidos da TVE do Rio de Janeiro, enquanto seus estúdios funcionavam na Rua Estrela do Sul, no bairro Villas Boas.
Em 2 de maio de 1988, o presidente José Sarney outorga concessão de geradora para a TV Educativa, que a partir daí passa a gerar seus primeiros programas locais. Em 1994, durante o governo de Pedro Pedrossian, a emissora passa a compor a Empresa de Rádio e Televisão Educativa de Mato Grosso do Sul (ERTEL), desvinculando-se da Fundação de Cultura e ganhando uma nova estrutura administrativa, como empresa pública de direito privado. Nessa época, passa a ser produzido o seu primeiro telejornal, o Jornal da TVE. Em 1995, passou a funcionar no Palácio das Comunicações, localizado no Parque dos Poderes, em um antigo ginásio de esportes que sofreu adaptações do arquiteto pernambucano Roberto Montezuma. No mesmo local, foi erguida uma torre de transmissão com 116 metros de altura, considerada a mais alta torre de alvenaria da América Latina.
Em 2000, no governo de Zeca do PT, a ERTEL deixou de ser uma empresa pública e foi transformada na atual Fundação Estadual de Rádio e TV Educativa de Mato Grosso do Sul (FERTEL). Em 2003, passou a se chamar TVE Regional. A partir de 2008, a emissora deixou de produzir programas locais, retransmitindo na íntegra a programação da recém-criada TV Brasil, e em setembro, passou a adotar o nome TV Brasil Pantanal. No final do mesmo ano, a emissora volta a exibir programação local, inserindo apenas o telejornal Repórter MS. Depois disso, aos poucos a emissora voltou com alguns programas próprios e outros independentes em parceria com universidades privadas e públicas do estado, expandindo assim sua programação regional.
Em 2015, a emissora lançou o Portal da Educativa, que além da produção de notícias e conteúdos online, também passou a disponibilizar em tempo real a sua programação e a da sua corirmã Educativa FM. No mesmo ano, mediante decreto estadual publicado pelo governador Reinaldo Azambuja em 19 de fevereiro, a emissora abandonou o nome TV Brasil Pantanal e voltou a se chamar TV Educativa. Em novembro, a emissora anuncia que deixará de retransmitir a TV Brasil para se afiliar à TV Cultura. A mudança teve efeito em 15 de fevereiro de 2016.

Logotipo da emissora entre 2018 e 2021, quando se chamava TVE Cultura

Em 2018, a passa se chamar TVE Cultura. No mesmo ano, passa a transmitir sua programação para todo o país via satélite através do StarOne C2. Em 29 de outubro de 2021, volta a se chamar TV Educativa, estreando também uma nova identidade visual, no mesmo ano, a emissora volta a transmitir alguns programas da TV Brasil.

## Sinal digital
| Canal virtual | Canal digital | Resolução de tela | Programação                                                    |
| ------------- | ------------- | ----------------- | -------------------------------------------------------------- |
| 4.1           | 42 UHF        | 1080i             | Programação principal da TV Educativa / TV Cultura / TV Brasil |
| 4.2           | 42 UHF        | 480i widescreen   | TV REME / TV Rá-Tim-Bum                                        |

A emissora iniciou suas transmissões digitais em 8 de agosto de 2018, através do canal 42 UHF para Campo Grande e áreas próximas. Em 8 de junho de 2020, em parceria com a Prefeitura Municipal de Campo Grande, a emissora colocou no ar a TV REME, para exibir teleaulas aos alunos da rede pública de ensino que ficaram sem ir para a escola em razão da pandemia de COVID-19, através do subcanal 4.2. Nos espaços vagos, é exibida a programação da TV Rá-Tim-Bum.
Transição para o sinal digital
Com base no decreto federal de transição das emissoras de TV brasileiras do sinal analógico para o digital, a então TVE Cultura, bem como as outras emissoras de Campo Grande, cessou suas transmissões pelo canal 4 VHF em 31 de outubro de 2018, seguindo o cronograma oficial da ANATEL.